# Брейдинг (африканские причёски)
Брейдинг (braiding — оплетка)- это метод плетения. Обычно применяется для плетения веревок, декорирования объектов и создания причесок. Так же методом брейдинга заплетают хвосты лошадям. Простейший вариант брейдов — прямая плоская коса из трех прядей.
Более сложные брейды могут быть сплетены из произвольного (но чаще нечетного) количества прядей. Сделать прическу более сложной и оригинальной позволяет: создание рисунков, переплетений, вплетение синтетических материалов, «Канекалона» которые придают объёма и цвета прическе и увеличивают сроки её ношения, Сочетания плетений разных видов: «восьмерка», «гладкий жгут», «твисты».

## История происхождения
Брейдинг традиционно является народным искусством. Заплетение брейдов было традиционно во многих африканских этнических группах таких как: Туареги, Сомалийцы, Бедуины и многих других. У Азиатских этнических групп и у этнических групп Северной и Южной Америки в том числе чироки, Инки, Майя, Ацтеки.
Брейдинг берет своё историческое начало из Восточной Африки. Древнейшие из известных изображений брейдинга относятся к временам правления I династии Фараона Менеса.
Прическа была не просто украшением, она несла в себе глубокий смысл и многое говорила о своем владельце. По одному взгляду на прическу можно было определить социальный статус человека, женат ли он или находится в трауре. По девушке можно было понять достаточно ли она взрослая для замужества. Некоторые варианты брейдинга могли принадлежать только определенному племени или народности.